# Le Plus Beau Jour de ma vie (film, 2002)
Pour les articles homonymes, voir Le Plus Beau Jour de ma vie.
Pour plus de détails, voir Fiche technique et Distribution.
Le Plus Beau Jour de ma vie (Il più bel giorno della mia vita) est un film italien réalisé par Cristina Comencini, sorti en 2002, avec Virna Lisi, Margherita Buy, Sandra Ceccarelli, Luigi Lo Cascio et Maria Luisa De Crescenzo (it) dans les rôles principaux. Pour ces rôles, les trois actrices principales remportent notamment un Ruban d'argent de la meilleure actrice dans un second rôle commun.

## Synopsis
Irene (Virna Lisi) est une vieille dame romaine très attachée à sa villa familiale où elle vit, au contraire de ses trois enfants, Rita (Sandra Ceccarelli), Sara (Margherita Buy) et Claudio (Luigi Lo Cascio), qui souhaitent la vendre. Le jour de la communion de la jeune Chiara (Maria Luisa De Crescenzo (it)), la deuxième fille de Rita, qui est littéralement pour la jeune fille le plus beau jour de sa vie, est gâché par les tensions autour de la vente possible de la maison et les malheurs des uns et des autres. Chiara prie alors Dieu de venir en aide à sa famille.

## Fiche technique
- Titre : Le Plus Beau Jour de ma vie
- Titre original : Il più bel giorno della mia vita
- Réalisation : Cristina Comencini
- Scénario : Cristina Comencini et Lucilla Schiaffino, avec la participation de Giulia Calenda
- Photographie : Fabio Cianchetti
- Montage : Cecilia Zanuso (it)
- Musique : Franco Piersanti
- Scénographie : Paola Comencini
- Producteur : Marco Chimenz, Giovanni Stabilini, Riccardo Tozzi (it) et Matteo de Laurentiis
- Société de production : Cattleya et Rai Cinema
- Pays d'origine :  Italie
- Langue : Italien
- Format : Couleur
- Genre : Drame
- Durée : 102 minutes
- Dates de sortie :  Italie : 12 avril 2002

## Distribution
- Virna Lisi : Irene Mazzoni
- Margherita Buy : Sara Mazzoni
- Sandra Ceccarelli : Rita Mazzoni
- Luigi Lo Cascio : Claudio Mazzoni
- Marco Baliani : Carlo
- Marco Quaglia (it) : Luca
- Francesco Scianna : Marco
- Jean-Hugues Anglade : Davide
- Francesco Perini (it) : Silvia
- Maria Luisa De Crescenzo (it) : Chiara
- Ricky Tognazzi : Sandro Berardi

## Distinctions

### Prix
- Grand Prix des Amériques (it) lors du festival des films du monde de Montréal en 2002.
- Ruban d'argent de la meilleure actrice dans un second rôle en 2002 pour Virna Lisi, Margherita Buy et Sandra Ceccarelli.
- Ruban d'argent du meilleur scénario en 2002 pour Cristina Comencini, Lucilla Schiaffino et Giulia Calenda.
- Globe d'or du meilleur scénario en 2002 pour Cristina Comencini, Lucilla Schiaffino et Giulia Calenda.
- Ciak d'oro de la meilleure actrice en 2002 pour Margherita Buy.
- Prix Flaiano de la meilleure actrice (choix du public) en 2002 pour Virna Lisi.
- Grand prix du jury et prix du Public (meilleur long métrage fiction) au festival international de films de femmes de Créteil en 2002.

### Nominations
- Ruban d'argent du réalisateur du meilleur film en 2002 pour Cristina Comencini.
- Globe d'or du réalisateur du meilleur film en 2002 pour Cristina Comencini.
- Globe d'or du meilleur acteur en 2002 pour Luigi Lo Cascio.
- Globe d'or de la meilleure photographie en 2002 pour Fabio Cianchetti.
- Globe d'or de la meilleure bande-sonore en 2002 pour Franco Piersanti.
- Prix du cinéma européen du meilleur réalisateur en 2002 pour Cristina Comencini.